# Ранучо II Фарнезе
Вижте пояснителната страница за други личности с името Ранучо Фарнезе.
Ранучо II Фарнезе (на италиански: Ranuccio II Farnese, * 17 септември 1630, Кортемаджоре, Херцогство Парма, Пиаченца и Гуастала; † 11 декември 1694, Парма, пак там) от рода Фарнезе е 6-ти херцог на Парма и Пиаченца и 7-ми и последен херцог на Кастро от 1646 г. до смъртта си.

## Произход
Той е най-големият син на Одоардо I Фарнезе (* 1612, † 1646), херцог на Парма и Пиаченца и херцог на Кастро, и на съпругата му Маргарита де  Медичи (* 1612, † 1679). Негови дядо и баба по бащина линия са Ранучо I Фарнезе, херцог на Парма и Пиаченца и херцог на Кастро, и Маргерита Алдобрандини, а по майчина – Козимо II де Медичи, велик херцог на Тоскана, и Мария Магдалена Австрийска. Има четири братя и три сестри:
- Катерина (*/† 1629)
- Алесандро (* 1635; † 1689), управител на Хабсбургска Нидерландия (1678 – 1682), неженен.
- Орацио (* 1636, † 1656), генерал на Венецианските рицари, неженен
- Мария Катерина (* 1637, † 1684), монахиня
- Мария Магдалена (* 1638, † 1693), неомъжена
- Пиетро (* 1639; † 1677), неженен
- Отавио Франческо (*/†1641).

## Биография

### Начално управление
След смъртта на баща си през 1646 г. управлява херцогството с регентството на чичо си кардинал Франческо Мария Фарнезе и майка си в продължение на две години, докато навърши 18 г.
В опит да възстанови съюза с Фарнезе Кралство Франция му предлага ръката на племенницата на кардинал Джулио Мазарини. Младата жена би донесла 500 000 скуди като зестра, но Ранучо, въпреки че херцогството има отчаяна нужда от пари, дори не обмисля предложението, тъй като момичето не е от княжески ранг. Той обаче успява да остане неутрален в битката между Франция и Испания, но все пак е принуден да позволи преминаването на войските и на двамата претенденти в голяма вреда на местното население.

### Загуба на Херцогство Кастро
По време на управлението на Одоардо I херцогството е въвлечено в първата война за Кастро срещу папа Урбан VIII, изтощила хазната му. През 1649 г. папа Инокентий X, наследник на Урбан VIII, обвинява Ранучо II, че е поръчал убийството на варнавитския епископ Кристофоро Джарда. От този епизод произлиза втората война за Кастро. Папските войски обсаждат град Кастро и го изравняват със земята. Междувременно херцогът събира армия, чийто командир е Якопо Гауфридо, която претърпява поражение край Болоня. Гауфридо бяга, но условието на папата за мир е командирът да бъде изправен пред съда. Арестуван и осъден, Гауфридо е екзекутиран на 8 януари 1650 г. Херцогството е конфискувано.
През 1657 г. херцогът трябва да откупи обратно Кастро, но той няма необходимата сума, така че новият папа Александър VII решава окончателна конфискация. Две години по-късно, през 1659 г., с Пиренейския договор между Франция и Испания, херцогът успява да издейства клауза, според която има още 8 години, за да откупи херцогството. Ранучо II се опитва да събере пари по всякакъв начин и през 1666 г. изпраща агента си Джулио Платони в Рим със сумата от 814 865 скуди в злато и сребро, но лидерите на Апостолическата камара отказват плащането. Ранучо II трябва да се примири със загубата на древното семейно владение.

### Три брака
Първият му брачен договор с Маргарита Виоланта Савойска е уговорен на 11 август 1659 г. и бракът е сключен малко след това в Торино. Маргарита пристига в Парма през 1660 г., където е посрещната според фарнезианския обичай с големи тържества. Тя е религиозна жена с рядка красота, благочестива и отдадена на Мадоната от Лорето, и любителка на лова на лисици. Получава като подарък от съпруга си резиденция, достойна за своя блясък – Кралския дворец в Колорно, който по-късно става Херцогски дворец. На 14 декември 1661 г. тя ражда дъщеря, която умира ден след раждането си, а две години по-късно, на 28 април 1663 г., самата тя умира на 27 г., раждайки син, който умира два дена след раждането си.
На 18 февруари 1664 г. Ранучо II се жени за братовчедка си Изабела д'Есте, дъщеря на Франческо I д’Есте, херцог на Модена и Реджо. Бракът има и културен ефект, тъй като включва прехвърлянето на капелмайстора на херцога на Модена и Реджо – композитора Марко Учелини в двора на Парма със същата функция. И Изабела  умира след раждане през 1666 г.
През октомври 1668 г. Ранучо II се жени за трети път – този път за Мария д’Есте, сестрата на втората му съпруга. От нея той има седем деца, три от които достигат зряла възраст.

### Последни години и смърт
Херцогът остава с голямата сума, отхвърлена от Църквата. Затова през 1682 г., след дълги преговори, водени в императорския двор от посланика граф Фабио Перлети, той решава да закупи Княжество Барди и Компиано от Джанандреа Дория Ланди на цена от 120 714 дукона. С тази покупка държавата придобива окончателния си вид.
През 1679 г. Ранучо II вика композитора от Форли Пиетро Симоне Агостини за придворен хормайстор. 
По време на войната между Кралство Франция и савойския херцог Виктор Амадей II, който се присъединява към Аугсбургската лига и е подкрепен от имперските сили, водени от принц Евгений Савойски-Каринян, Пармското херцогство е нападнато от имперски войски, които го разграбват.
През 1691 г. 4000 войници, с жени и деца, пристигат в района на Парма; не само издръжката им пада върху поданиците, но изнасилвания, малтретиране и насилие следват едно след друго безспир.
През 1693 г. Ранучо II губи престолонаследника си Одоардо II. Ранучо II умира внезапно, вероятно поради затлъстяването си, в нощта на 11 декември 1694 г. на 64-годишна възраст.

## Оценка на управлението
Оценката на съвременниците му е благосклонна, защото херцогът прави много неща, за да подобри положението на своите поданици, като включването на богати и интелектуални семейства в регистъра на своите благородници, семейства като Ничели или Пила ди Сан Протазо и Джерекиоцо.
За да се бори с безработицата сред работниците, той забранява износа на необработена коприна. През 1648 г. трансформира службата на общността в конгрегация, за да може да продължи със съхранението и разпределението на пшеница и брашно. Създава Кабинета на генералния посетител – нещо като апелативен съдия и се грижи процесите да не отнемат много време, като в същото време предвижда много тежки наказания за крадци, скитници и фалшификатори. Реформира селската оценка на Пиаченца (1647), погрижва се за възстановяване на щетите, причинени от наводнението на река По през 1654 г., създава публични архиви в Парма и Пиаченца (1678), нарежда измерване на територията на херцогството и засилва мелиорацията на земята (1691).
В областта на културата се грижи за подобряването на университета и Колежа на благородниците, в който основава Академията на избраните. В бенедиктинското абатство създава Висшата академия. Той е много запален по музиката и се заобикаля с известни певци, танцьори и инструменталисти: напр. композитора Марко Учелини, който пристига като капелмайстор в Парма от Модена след брака на Ранучо II с Изабела д'Есте. През 1688 г. е открит новият Херцогски театър. По време на управлението си купува картини и скъпоценни томове и прехвърля повечето от произведенията, принадлежащи към семейните колекции, запазени в римските резиденции, в Парма.

## Брак и потомство
Ранучо II се жени три пъти:
∞ 1. 29 април 1660 в Торино за Маргарита Виоланта Савойска (* 15 ноември 1635, Торино, † 29 април 1663, Колорно), дъщеря на Виктор Амадей I, херцог на Савоя, от която има дъщеря и син:
- дъщеря (* 13 декември 1661, † 14 декември 1661).
- син (* 27 април 1663, † 30 април 1663)

Умира два дена след раждането на второто им дете.
∞ 2. 1663 (с представител), 18 февруари 1664 в Парма за първата си братовчедка Изабела д’Есте (* 3 октомври 1635, Модена; † 21 август 1666, Колорно), дъщеря на Франческо I д’Есте, херцог на Модена и Реджо, и на първата му съпруга Мария Катарина Фарнезе, от която има две дъщери и един син:
- Маргарита Мария Фарнезе (* 24 ноември 1664, Парма; † 17 юни 1718, Колорно), ∞ 14 юли 1692 за Франческо II д’Есте (1660 – 1694), херцог на Модена и Реджо, от когото няма деца;
- Тереза Фарнезе (* 10 октомври 1665, † 1702), бенедиктинска монахиня в манастира „Свети Александър“ в Парма;
- Одоардо II Фарнезе (12 август 1666, Колорно; † 6 септември 1693), наследствен херцог херцог на Парма и Пиаченца, умира преди баща си, ∞ 17 май 1690 в Парма за Доротея София фон Пфалц (1670 – 1748), дъщеря на курфюрст Филип Вилхелм, от която има една дъщеря.

Умира при раждане.
∞ 3 . октомври 1668 за Мария д’Есте (* 8 декември 1644, Модена; † 20 август 1684, парма), полусестра на втората му съпруга. С нея той има седем деца:
- Изабела Франческа Мария Лучия Фарнезе (* 14 декември 1668, Парма; 9 юли 1718, Пиаченца), бенедиктинска монахиня в манастира „Санта Мария ди Кампаня“ близо до Пиаченца и погребана там;
- Витория Мария Франческа Фарнезе (* 24 декември 1669, Парма; † 15 септември 1671, пак там);
- Син (* 24 юни † 28 юни 1671);
- Витория  Фарнезе (*/† 19 ноември 1672, Парма);
- Катерина (*/† 19 ноември 1672, Парма), близначка на предходната;
- Син (*/† 26 декември 1674, Парма);
- Елеонора Фарнезе (* 1 септември 1675 † 3 ноември 1675, Парма);
- Франческо Фарнезе (* 19 май 1678, Парма; † 26 май 1727, Пиаченца), херцог на Парма и Пиаченца от 1694 г.; ∞ 7 декември 1696 за Доротея София фон дер Пфалц (* 5 юли 1670, Нойбург, † 15 септември 1748, Парма), дъщеря на курфюрст Филип Вилхелм и вдовица на полубрат му Одоардо II, от която няма деца;
- Антонио Фарнезе (* 29 ноември 1679, Парма, † 20 януари 1731, пак там), последент херцог на Парма и Пиаченца от фамилията Фарнезе от 1727 г.; ∞ 5 февруари 1728 г. за Енриета д’Есте (* 1702, † 1777), дъщеря на Риналдо д’Есте, херцог на Модена и Реджо, и на съпругата му Шарлота Фелицита фон Брауншвайг-Люнебург, от която няма деца

- Одоардо, син
- Франческо, син
- Антонио, син